# Alba Vergés i Bosch
Alba Vergés i Bosch (Igualada, 3 de setembre del 1978) és una economista i política catalana, consellera de Salut del Govern de la Generalitat de Catalunya des de maig de 2018 al 25 de maig de 2021.
Llicenciada en economia per la Universitat de Barcelona i en enginyeria tècnica en informàtica de gestió per la Universitat Oberta de Catalunya. Ha treballat com a programadora en el sector de les tecnologies de la informació i de la comunicació i com a responsable d'administració, comptabilitat i finances del Consorci Sociosanitari d'Igualada. Militant d'Esquerra Republicana de Catalunya des del 2011, quan ocupà el tercer lloc a les llistes d'ERC per Igualada a les eleccions municipals de 2011, on foren escollits dos regidors per aquesta formació, i diputada al Parlament de Catalunya des de les eleccions del 2012. En les eleccions del 2015 fou escollida novament dins les llistes de Junts pel Sí. A les eleccions al Parlament de Catalunya de 2017 fou reelegida com a diputada. A la cambra catalana, va presidir les comissions de Salut i la d'investigació de l'operació Catalunya.
De gener a juny de 2018 va ser secretària quarta del Parlament de Catalunya, càrrec que va abandonar per ser titular del Departament de Salut. Sota aquesta responsabilitat, va ser una de les cares visibles del govern durant la pandèmia de la COVID-19. La seva gestió va motivar crítiques dels partits de l'oposició i d'algunes entitats del sector, que es van queixar del contracte de 17 milions d'euros a l'empresa Ferrovial pel sistema de rastreig de contactes de positius de covid. A finals de 2020, el govern va rescindir el contracte i va assumir aquesta tasca amb treballadors públics.
Sota el seu mandat, es va aprovar al Parlament l'Agència de Salut Pública de Catalunya i es va crear el Consell Assessor en Polítiques de Gènere en Salut.
L'abril del 2022 va anunciar, en una carta dirigida a la militància d'Igualada, que seria candidata a l'alcaldia d'aquesta ciutat a les eleccions municipals del 2023 fent tàndem amb el llavors portaveu d'ERC a l'Ajuntament, Enric Conill, candidatura que va ser ratificada per l'assemblea local al maig i presentada oficialment al juny.